# Чернильница

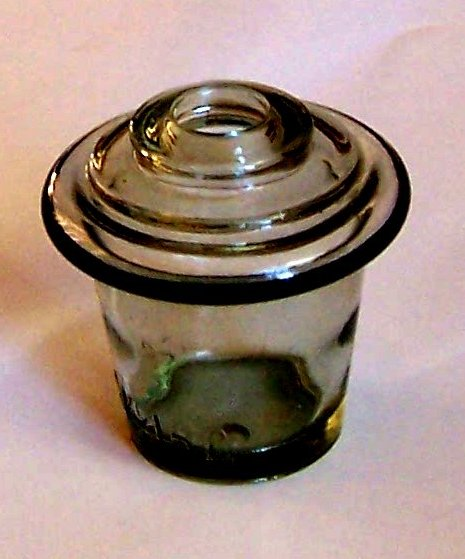
Простейшая чернильница

Черни́льница — сосуд, в который во время письма периодически окунают незаправляемую перьевую ручку для набора порции чернил.

## История
Чернильницы, в зависимости от страны, эпохи и назначения, изготовлялись разного размера и из различных материалов (камня, стекла, фарфора, металлов, полимеров), в том числе драгоценных. Могли (не обязательно) иметь крышку и подставку.

## Непроливайка
Особой разновидностью чернильницы является чернильница-непроливайка, представлявшая собой стеклянный цилиндрический стаканчик, верхняя часть которого имела форму опрокинутого полого конуса с небольшим отверстием внизу для пера. Благодаря особой конструкции, препятствующей вытеканию чернил при наклоне или переворачивании, чернильница-непроливайка позволяла носить готовые к использованию чернила при себе, что являлось весьма важным до изобретения авторучек.

Принцип работы непроливайки

## Исторические чернильницы
- Орденская чернильница — золотая чернильница, пожалованная Екатериной II совету Ордена св. Георгия; хранилась в капитуле орденов[1].
- Чернильница из мякиша — широко распространённая легенда о том, как Ленин, находясь в тюремном заключении, при помощи хлебного мякиша эпатировал жандармов, — будущий вождь большевиков лепил из хлебного мякиша чернильницы, наполнял их молоком, и писал такими симпатическими чернилами записки на полях книг, адресовавшиеся Крупской и товарищам по борьбе.